# Малатеста, Паризина
Паризина Малатеста (итал. Parisina Malatesta; 1404 — 21 мая 1425, Феррара) — представительница синьориального рода Малатеста, жена Никколо III д'Эсте, маркиза Феррары.

## Биография
Дочь Андреа Малатеста, владетеля Чезены и его 2-й жены Лукреции Орделаффи. Паризина, которую также называли Лаурой, имела всего несколько дней от роду, когда её мать была отравлена своим отцом Чекко Орделаффи. Девочка росла при дворе своего дяди Карло Малатеста в Римини.
Паризина вышла замуж за маркграфа Феррарского в Равенне в 1418 году, став его второй женой. Имела троих детей: мальчика Альберто, умершего в младенчестве, и близнецов Лючию и Джиневру.
В 1424 году, во время визита к родственникам в Равенну, Паризину по желанию её мужа сопровождал его внебрачный сын от любовницы Стеллы де Толомеи по имени Уго д’Эсте, граф ди Ровиго. Паризина и Уго стали любовниками. Отношения оставались секретом по возвращении в Феррару. По другим рассказам, они сблизились во время бегства от чумы в 1423 году.
Узнав об этом от одной из служанок, Никколо запер любовников в замковой темнице, а затем обезглавил.
Её дочь Джиневра д’Эсте была замужем за Сиджизмондо Пандольфо Малатеста, и также была убита своим мужем.

## В культуре
- Банделло, Маттео, новелла «Уго и Паризина»
- Байрон, поэма «Паризина» (1816). Перевод Аполлон Григорьев
- Доницетти, опера «Паризина» (1833)
- Картина британского художника Томаса Джонса Баркера «Паризина» (1842)
- Габриэле д'Аннунцио, лирическая трагедия «Паризина»
- Масканьи, Пьетро, трагическая опера «Паризина» (1912) по тексту д’Аннунцио
- Скровачевски, Станислав, Балет "Уго и Паризина"  (1949). Премьера в Монте Карло